# Erwin Herlitzius

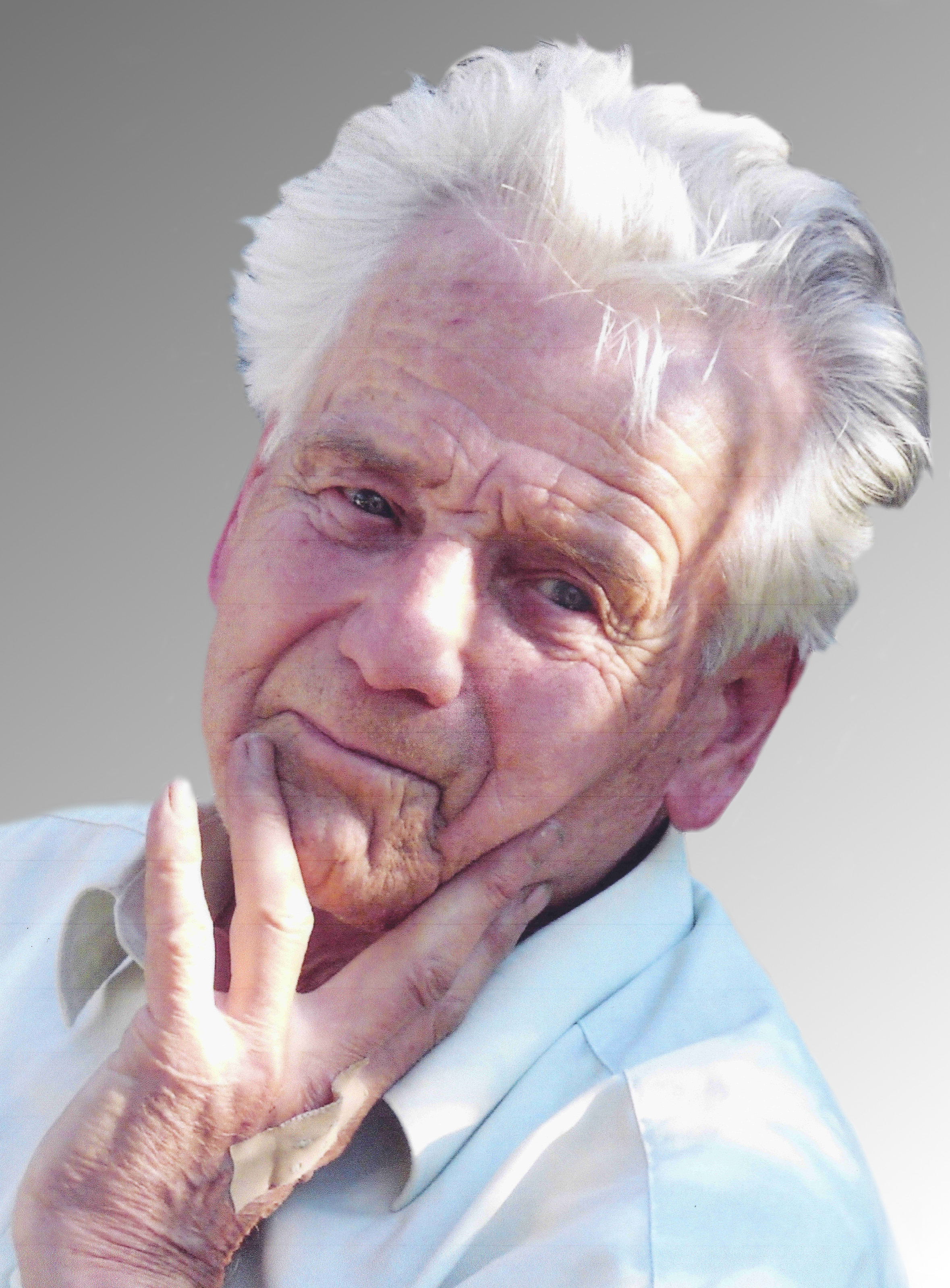
Erwin Herlitzius (2004)

Erwin Georg Herlitzius (* 15. März 1921 in Erfurt; † 29. Januar 2013 in Meißen) war ein deutscher marxistischer Philosoph.

## Leben
Herlitzius wurde am 15. März 1921 als Sohn des Ingenieurs Ferdinand Wilhelm Joachim Herlitzius (1884–1961) und seiner Frau Marie Auguste Franziska, geb. Keck (1888–1979) in Erfurt geboren. Nach dem Besuch der Oberrealschule Erfurt absolvierte er von 1937 bis 1941 eine Ausbildung zum Technischen Zeichner. Von 1941 bis 1946 leistete er den Wehrdienst und geriet in amerikanische Kriegsgefangenschaft. Er arbeitete danach zunächst als Bergmann (Grubenschlosser) in Hückelhoven. Im Jahr 1946 übersiedelte er aus Aachen in die Sowjetische Besatzungszone, wo er in die Sozialistische Einheitspartei Deutschlands eintrat. Im Schuljahr 1946/47 legte er an der Volkshochschule Erfurt das Abitur ab. Von Juni bis September 1947 war er beim Jugendamt Erfurt beschäftigt, bis er dann an der Universität Jena ein Studium begann, das er 1950 mit Diplom für Sozialwissenschaften und Philosophie abschloss. Am 21. Januar 1950 heiratete er die Studentin Rosemarie Cäcilie Jobst.
Nach dem Studium arbeitete er einige Monate als Dozent am Deutschen Theater-Institut Weimar, dann von 1951 bis 1963 an der Bergakademie Freiberg. Während dieser Zeit promovierte er 1959 an der Humboldt-Universität Berlin zur Thematik Georgius Agricola – Seine Weltanschauung und seine Leistung als Wegbereiter einer materialistischen Naturauffassung. Die Habilitation über Der Marxismus über Wesen, Begriff und Ursprung der Religion folgte 1965 ebendort. In den Jahren 1958 und 1961 wurde er jeweils Vater seiner Söhne Jobst Ulrich und Thomas.
Von 1964 bis 1986 war Herlitzius Professor für Dialektischen Materialismus und  marxistisch-leninistische Philosophie an der TU Dresden, wo er außerdem zeitweise als Direktor des Instituts für Philosophie, Dekan und Prorektor für Gesellschaftswissenschaften fungierte. Herlitzius war von 1967 bis 1970 Vorsitzender des Nationalkomitees der DDR in der Internationalen Union für Geschichte und Philosophie der Wissenschaften. Mehrfach besuchte er zwischen 1970 und 1977 die Vereinigten Staaten. Nach dem Tod seiner Frau 1994 zog er sich aus Dresden auf sein Waldgrundstück in Radeburg zurück. Er verstarb 2013 in Meißen und wurde auf dem Alten Annenfriedhof in Dresden beigesetzt.

## Schriften
- Georgius Agricola (1494 - 1555) seine Weltanschauung und seine Leistung als Wegbereiter einer materialistischen Naturauffassung. Akademie-Verlag Berlin,
- Der Marxismus über Wesen, Begriff und Ursprung der Religion. Berlin, 1965
- Philosophische Probleme der wissenschaftlich-technischen Revolution. Technische Universität Dresden, 1967
- mit Johannes Albert und Frank Richter: Entstehungsbedingungen und Entwicklung der Technikwissenschaften. Deutscher Verlag für Grundstoffindustrie, Leipzig, 1982
- Die Ingenieurökologie, eine neue Technikwissenschaft?. Wissenschaftliche Zeitschrift der Technischen Universität Dresden, Vol. 32, Dresden, 1983
- mit Hans-Jürgen Jacobs: Der Humanismus der assoziierten Arbeit und das Problem der Technikgesetze (The humanism of associated work and the problem of the laws of technology). Deutsche Zeitschrift für Philosophie, 33. Jg., Heft 5, 1985
- mit Johannes Albert: Ökonomische Gesetze des Sozialismus und Technikgesetze – Humanistische Ziele und Interdisziplinarität (Economic laws of socialism and laws of technology – humanistic objectives and interdisciplinarity). Wissenschaftliche Zeitschrift der Technischen Universität Dresden, Jg. 34, H. 2, 1986
- mit Karl-Franz Busch, Dietrich Uhlmann und Günther Weise: Ingenieurökologie. Fischer, Jena, 1983.
- mit Karl-Franz Busch, Dietrich Uhlmann und Günther Weise, Heinz Töpfer: Ingenieurökologie. 2. erw. Auflage, Fischer, Jena, 1989.
- mit Rudolph Günther: Thomas Müntzer – Humanist, Reformator, Revolutionär: zum 500. Geburtstag. Dresden, 1989
- Revolutionsverständnis und Weltanschauung: Alexander von Humboldt. Deutsche Zeitschrift für Philosophie, 38. Jg., Heft 5, 1990